# Швидлер, Евгений Маркович
Евгений Маркович Швидлер (род. 23 марта 1964, Уфа) — российский предприниматель и миллиардер, глава компании Millhouse.
По версии журнала Forbes от 8 марта 2007 года личное состояние оценивается в $2,4 млрд. Гражданин США и Великобритании. С 24 марта 2022 года находится в санкционном списке Великобритании.

## Биография
Родился 23 марта 1964 года в Уфе в еврейской семье. Отец — Марк Иосифович Швидлер, учёный-геолог. Имеет сына.
В 1986 году окончил Московский институт нефтехимической и газовой промышленности имени И. М. Губкина.
В 1989—1991 годах вместе с Валерием Ойфом являлся партнёром Романа Абрамовича в студенческом кооперативе «Уют», официальная деятельность которого заключалась в производстве игрушек из полимера. По другим данным, кооператив «Уют» принадлежал Владимиру Тюрину, который занимался производством игрушек в Кисловодске, а потом в Москве.
В 1991 году эмигрировал в США. В 1992 году окончил бизнес-школу Фордемского университета (Нью-Йорк) по специальности «деловое администрирование» с квалификацией MBA в области финансов и бухгалтерского учёта, а также MBA в области международного налогообложения.
В 1992—1993 годах после окончания университета работал в нью-йоркском офисе компании Deloitte and Touche в группе международного налогообложения.
В 1993 году Швидлер становится директором зарегистрированной в Швейцарии нефтетрейдерской компании Runicom S.A., московское представительство которой возглавил Роман Абрамович.
В 1994 году получил гражданство США.
В 1995 году становится вице-президентом по финансам компании «Сибнефть». В 1997 году входит в совет директоров ОАО «Нефтяная компания „Сибнефть“», назначен первым вице-президентом по финансам этой компании. С 1998 по октябрь 2005 года Швидлер — президент «Сибнефти». После покупки «Сибнефти» «Газпромом» он выходит из нефтяного бизнеса, но остаётся партнёром Романа Абрамовича по инвестиционной компании Millhouse.

## Санкции
С 24 марта 2022 года в связи с российским вторжением на Украину находится в санкционном списке Великобритании: как давний деловой партнёр Абрамовича он через свою долю в металлургическом и горнодобывающем бизнесе «Евраз» принимал участие в получении прибыли от/или поддержки правительства России. 
По аналогичным основаниям находится под санкциями Австралии и Новой Зеландии.

## Имущество
Швидлер владеет виноградниками и винодельней «Шато Тенак» (фр. Château Thénac) в Дородни (Франция), производящей 125 тысяч бутылок вина ежегодно, домом ценой 37 млн $ в лондонском районе Белгравия; домом ценой 14,5 млн $ в Сноумасс-Вилледж (штат Колорадо, США), а также яхтой Le Grand Bleu, которую он получил в 2006 году от Романа Абрамовича.

## Награды
- 2005 — лауреат премии «Человек года» Федерации еврейских общин России.